# My Dear Secretary
Pour plus de détails, voir Fiche technique et Distribution.
My Dear Secretary est un film américain réalisé par Charles Martin (1910-1983) et sorti en 1948.

## Fiche technique
- Titre original : My Dear Secretary
- Réalisation : Charles Martin
- Scénario : Charles Martin
- Direction artistique : Rudi Feld
- Décors : Jacques Mapes (décorateur de plateau)
- Costumes : Maria P. Donovan (costume directeur)
- Maquillage : Lee Greenway et Harry Ray (non crédités)
- Photographie : Joseph F. Biroc
- Montage : Arthur H. Nadel
- Musique : Heinz Roemheld
- Production : 
  - Producteur : Leo C. Popkin
  - Producteur exécutif : Harry M. Popkin
  - Producteur associé : Joseph H. Nadel
- Société(s) de production : Cardinal Pictures
- Société(s) de distribution : United Artists
- Pays de production :  États-Unis
- Année : 1948
- Langue originale : anglais
- Format : noir et blanc – 35 mm – 1,37:1 – mono (RCA Sound System)
- Genre : comédie romantique
- Durée : 94 minutes
- Date de sortie :
  - États-Unis : 5 novembre 1948

## Distribution
- Laraine Day : Stephanie 'Steve' Gaylord
- Kirk Douglas : Owen Waterbury
- Keenan Wynn : Ronnie Hastings
- Helen Walker : Elsie
- Rudy Vallee : Charles Harris
- Florence Bates : Horrible Hannah Reeve
- Alan Mowbray : Deveny
- Irene Ryan : Mary
- Gale Robbins : Dawn O'Malley
- Grady Sutton : Sylvan Scott
- John Holland : Mr Hudson